# Edward Salisbury Dana

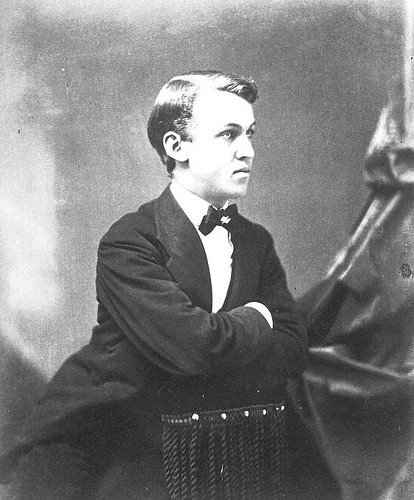
Edward Salisbury Dana (1870)

Edward Salisbury Dana (* 16. November 1849 in New Haven (Connecticut); † 16. Juni 1935, ebenda) war ein US-amerikanischer Mineraloge.

## Leben
Sein Vater war James Dwight Dana. Er studierte an der Yale University, wo er 1870 zum A.B. graduierte, studierte 1872 an der Sheffield Scientific School der Yale University in New Haven, 1873 in Heidelberg und danach in Wien. 1874 gradierte er zum A.M. und wurde dann Tutor und wissenschaftlicher Mitarbeiter des mineralogischen Kabinetts am Yale College. 1875 verfasste er ein Textbuch der Mineralogie und wurde Mitherausgeber von Silliman's American Journal of Science. 1876 promovierte er in New Haven zum Dr. phil. und wurde 1879 Assistenzprofessor für Naturphilosophie. Ab 1885 war er Kurator des Peabody Museum und ab 1890 Professor für Physik an der Yale University. 1884 wurde er in die National Academy of Sciences, 1893 in die American Academy of Arts and Sciences und 1896 in die American Philosophical Society gewählt. 1917 wurde er emeritiert.

## Schriften
- Textbook of Mineralogy. 4. Auflage bearbeitet von W. E. Ford, New York und London 1932.